# Sarah Lancman
Sarah Lancman, née le 20 janvier 1989 à Paris, est une chanteuse, pianiste, compositrice, auteure et interprète de jazz, de nationalité française.

## Biographie

### Formation
Sarah Lancman commence la musique et le piano à l'âge de sept ans. Diplômée en piano classique au conservatoire du centre de Paris, avec Valery Sigalevitch, elle baigne par ailleurs, dès son enfance, dans l'univers du jazz. Autour de 15 ans, elle effectue un stage d'été avec la Bill Evans Piano Academy, avant de commencer une formation de chant et d'improvisation auprès du chanteur saxophoniste Marc Thomas et de Véronique Perrault.
Elle étudie ensuite le piano jazz avec Emil Spanyi (de) et la technique vocale à la Haute École de musique de Lausanne, où elle obtient en 2013 son diplôme de Bachelor filière composition.
En 2012, elle remporte le premier prix du concours « International Shure Jazz Vocal », au Montreux Jazz Festival, présidé cette année par Quincy Jones,.
Parmi ses influences vocales, elle cite notamment Diana Krall, dont l'album Live in Paris, la marque enfant, ainsi que Nat King Cole, Shirley Horn, Ella Fitzgerald, Sarah Vaughan, Carmen Mc Rae... Quant au piano, elle reconnaît une admiration pour le « lyrisme » de Bill Evans et Oscar Peterson.

### Premiers albums (2014-2018)
Elle sort, à la fin de l'année 2014, un premier album - auto-produit - baptisé Dark, qui consiste essentiellement en des reprises, de Julie London à Nick Drake en passant par des standards du Real Book. L'album contient notamment un duo avec le guitariste Michel Perez, sur le titre Good Morning Heartache. Cette même année, elle rencontre à Paris le pianiste italien Giovanni Mirabassi qui l'accompagne sur scène, dès le printemps 2015, lors de la tournée à Paris et en Suisse.
Giovanni Mirabassi devient rapidement le manager de la jeune artiste, écrivant avec elle certains des titres de l'album suivant : Inspiring Love, enregistré en 2016 à New York avec Gianluca Renzi, Gene Jackson et Alex Sipiagin. L'album est uniquement composé de chansons originales, à l'exception d'un morceau, « Qui ? », repris à Charles Aznavour. Celui-ci, après avoir entendu cette version et l'album en préparation, en écrit la préface : « La voilà qui arrive, sans prévenir, sans crier gare, la voilà qui nous fait dresser l'oreille, pour bousculer nos habitudes, la voilà qui chante et nous enchante… Un ton neuf ! Un nom et un prénom à retenir, Sarah Lancman ! Inspiring, jeune et émouvante, love and plaisir, la voilà qui chante, faites connaissance, elle va vous trotter dans la tête. » L'album Inspiring Love est sorti le 18 novembre 2016.
Le 19 janvier 2018, Sarah Lancman sort son troisième album, À contretemps, sur le label Jazz Eleven, composé de chansons de nouveau écrites avec Giovanni Mirabassi. Enregistré en Thaïlande, à Karma Sound Studio, il rassemble, outre la chanteuse et Giovanni Mirabassi, Gene Jackson, Gianluca Renzi, Lukmil Perez et le musicien japonais TOKU.

## Discographie

### En tant que leadeuse
- 2014 : Dark
- 2016 : Inspiring Love
- 2018 : À contretemps
- 2020 : Parisienne

### Collaborations
- Giovanni Mirabassi (piano)
- Alex Sipiagin (trompette, bugle)
- Michael Brecker (saxophone)
- Gianluca Renzi (contrebasse)
- Gene Jackson (batterie)
- Michel Perez (guitare)
- Lukmil Perez (percussions)
- TOKU (chanteur et trompettiste)